# Ugo Rondinone

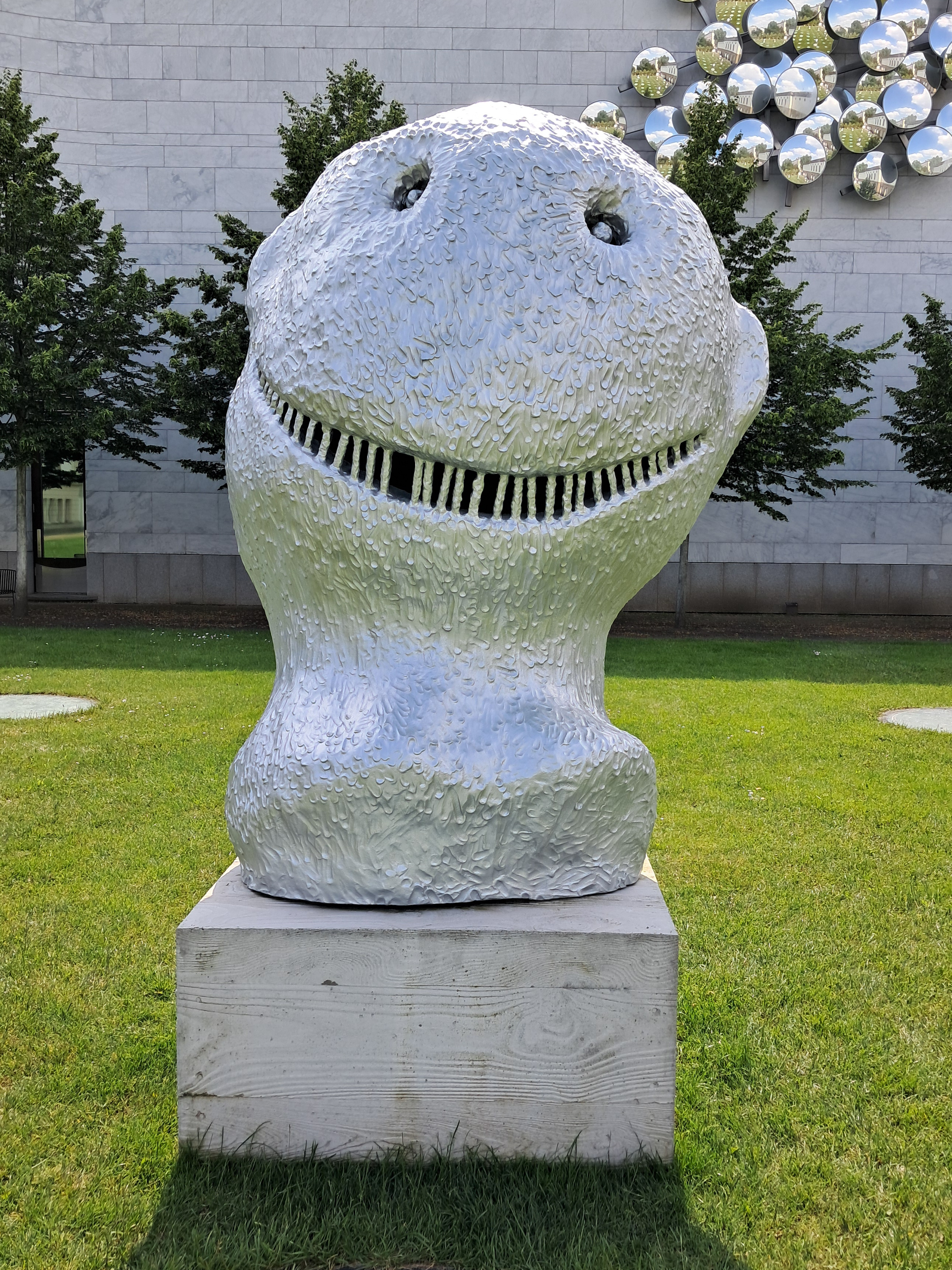
Skulptur von Ugo Rondinone im Städelschen Kunstinstitut in Frankfurt am Main (2024)

Ugo Rondinone (* 30. November 1964 in Brunnen SZ) ist ein Schweizer Künstler.

## Leben
Rondinone wuchs in Brunnen SZ auf. Er studierte von 1986 bis 1990 bei Ernst Caramelle an der Universität für angewandte Kunst Wien. Rondinone lebt seit 1990 in Zürich und seit er 1998 das Künstleratelier im P.S.1 in New York City zugesprochen bekam, auch in New York. Rondinone arbeitet als Konzept-, Medien- und Installationskünstler, mit grossformatigen Holzschnitten, abstrakter Malerei, Skulptur, Fotografie und Comics. Zu seinen zentralen Themen gehört die Auseinandersetzung mit räumlichen Aspekten sowie die Visualisierung von Zeit und Vergänglichkeit.
Rondinone trat auch als Kurator von Ausstellungen in Erscheinung und wertete diese Tätigkeit als eigenständige künstlerische Ausdrucksform. Drei der von ihm kuratierten Ausstellungen (the third mind 2007 im Palais de Tokyo; the spirit level 2011 in der Gladstone Gallery, New York und Artists and Poets 2015 in der Wiener Secession) beschäftigen sich intensiv mit der Wechselbeziehung von Lyrik und bildender Kunst. 2014 realisierte er das Künstlerhaus „the house no.1“ in Würenlos (siehe Weblink) als Gesamtkunstwerk.
Rondinone war mit der Galeristin Eva Presenhuber und mit dem verstorbenen Künstler John Giorno verheiratet.

## Ausstellungen (Auswahl)

### Einzelausstellungen
- 1993: Centre d'Art Contemporain de Martigny
- 1995: Musée d’art moderne de la Ville de Paris, Migrateurs
- 1996: Migros Museum für Gegenwartskunst, Zürich, Dogdays are over,
- 1999: Kunsthaus Glarus, Schweiz, Guided by Voices
- 2000: MoMA PS1, New York, So much Water so close to home
- 2001: FRAC Paca Marseille
- 2001: Herzliya Museum of Contemporary Art, Herzliya, dreams and dramas
- 2002: Kunsthalle Wien, Wien, no how on
- 2003: Musée National d’Art Moderne, Centre Georges-Pompidou, Paris, roundelay
- 2003: Museum of Contemporary Art Sydney, our magic hour
- 2004: Australian Center for Contemporary Art, Melbourne, Clockwork for Oracle
- 2007: Church San Stae, 52. Biennale Venedig, get up girl a sun is running the world (with Urs Fischer)
- 2009: MUSAC, Museo de Arte Contemporáneo de Castilla, Léon, The Night of Lead
- 2010: Aargauer Kunsthaus, Aarau, The Night of Lead
- 2013: M Museum, Leuven, thank you silence
- 2013: Fatima Center for Contemporary Culture, Monterrey, Ugo Rondinone
- 2013: Art Institute of Chicago, Chicago.[6], Ugo Rondinone: we run through a desert on burning feet, all of us are glowing our faces look twisted
- 2014: Rockbund Art Museum, Shanghai, Volksrepublik China, Ugo Rondinone, breath walk die
- 2015: Palais de Tokyo, Paris, i love john giorno
- 2016: Vocabulary of Solitude, Museum Boijmans Van Beuningen, Rotterdam
- 2016: Nevada Museum of Art, Reno NV, Ugo Rondinone: Seven Magic Mountains
- 2016: MACRO, Rome, girono d’oro + notti d’argento
- 2016: ugo rondinone: moonrise sculptures La Caja Negra, Madrid, Spain, windows, poems, and stars, The Institute of Contemporary Art (ica), Boston,
- 2017: winter moon, MAXXI, Rom
- 2017: Ugo Rondinone: I love John Giorno, New York
- 2017: Berkeley Art Museum and Pacific Film Archive, Berkeley, the world just makes me laugh
- 2018: Fundación Casa Wabi, Puerto Escondido, Oaxaca, Mexico, your age and my age and the age of the sun
- 2022: Schirn Kunsthalle Frankfurt am Main: Life Time (Überblicksausstellung: zentrale Gemälde, Skulpturen und Videoarbeiten)
- 2023–2024: Städel-Garten Frankfurt: Skulpturenköpfe (Werkgruppe sunrise. east, 2005)
- 2024: Kunstmuseum Luzern, Luzern, Schweiz, Cry Me a River[7]
- 2024–2025: Carmen Würth Forum, Künzelsau, Deutschland, solar spirit[8]

## Auszeichnungen
- 1991, 1994, 1995: Eidgenössischer Preis für freie Kunst
- 1997: Werkjahr New York der Stadt Zürich
- 1998: Schweizer Plakat des Jahres
- 1998/1999: Werkjahr P.S. 1, New York, Bundesamt für Kultur, Bern
- 2015: honoree award, bomb benefit gala
- 2023: Robert-Jacobsen-Preis[9]